# Alfred Graefe
Karl Alfred Graefe (Martinskirchen, Elbe-Elster, 23 de novembro de 1830 – Weimar, 12 de abril de 1899) foi um médico alemão.
Graefe, primo de Albrecht von Graefe, estudou de 1850 a 1854 em Halle e Berlim, e também durante algum tempo em Paris, em 1853 foi assistente de seu primo e testemunhou até 1857 toda a nova reformulação da oftalmologia. 
Em 1858 habilitou-se em Halle em oftalmologia e fundou ao mesmo tempo uma instituição para pacientes oftalmológicos. Em 1873 ele recebeu o cargo de professor de oftalmologia em Halle. Graefe foi desde a morte de Albrecht von Graefe o principal representante da escola de seu primo.
Obteve tamanha reputação por sua atividade acadêmica como por seu zelo inquieto na prática oftalmológica e como um excelente cirurgião, que a cada ano cerca de 4 mil pacientes procuravam sua ajuda. Em 1883 foi eleito membro da Academia Leopoldina.

## Obras
- Klinische Analyse der [Motilitätsstörungen des menschlichen Auges (Berlin 1858);
- Symptomenlehre der Augenmuskellähmungen (1867);
- Ein Wort zur Erinnerung an A. v. Graefe (Halle 1870).

Editou com Theodor Saemisch e outros o Handbuch der gesamten Augenheilkunde (Leipzig 1874–80, 7 volumes), para o qual escreveu sobre distúrbios da motilidade.